# Paul Buissonneau
Paul Georges Buissonneau, né le 24 décembre 1926 à Paris et mort le 30 novembre 2014 à Montréal, est un chanteur, acteur et metteur en scène québécois d'origine française.

## Biographie
Autodidacte, orphelin à l'adolescence, il se frotte très tôt à différents métiers, dont sellier, qui le conduiront à pouvoir exercer avec brio les différentes tâches sous-jacentes au théâtre, y compris costumier, couturier, éclairagiste, scénariste… Tout juste avant de venir s'établir à Montréal, Paul Buissonneau est, pendant près de quatre ans, le 9e membre des Compagnons de la chanson, ce qui lui vaut de faire des tournées de chant avec Édith Piaf, jusqu'au Québec. Après une première union avec la Québécoise Françoise Charbonneau, qu'il épouse en 1949, il rencontre la jeune Marianne Degranpré, puis Monik Barbeau.
À partir de 1953, il dirige La Roulotte, un théâtre en plein air destiné aux enfants, qui parcourait les parcs de Montréal, et dans lequel plusieurs artistes québécois firent leurs débuts. Parmi ceux qui ont fait leurs premières armes à la roulotte, citons Yvon Deschamps, Clémence DesRochers, Jean-Louis Millette, Marcel Sabourin, François Tassé et Gilles Latulippe.  Pour ses spectacles, La Roulotte présente des versions scéniques de contes célèbres comme Barbe-Bleue ou Le Chat botté mais aussi des pantomimes originales créées par des membres de l'équipe.
En 1955, en compagnie d'Yvon Deschamps, de Claude Léveillée et de Jean-Louis Millette, Buissonneau fonde le Théâtre de Quat'Sous, dont il sera le directeur artistique jusqu'en 1989. Pour le Quat'Sous, il signe plusieurs mises en scène. Il met en scène L'Osstidcho et donne involontairement ce nom au spectacle.
En 1956, il crée le personnage de Picolo pour la télévision de Radio-Canada, qui s'intègre plus tard à l'émission La Boîte à Surprise.  Par la suite, Picolo a sa propre émission. Buissonneau y tient le rôle principal et signe aussi les textes en compagnie de Michel Cailloux.
À l'été 1969, au Théâtre du Nouveau Monde, Buissonneau signe la mise en scène de Faut jeter la vieille, un brûlot anti-militariste écrit par Dario Fo et dont la présentation suscite une vive controverse.
Le fonds d'archives de Paul Buissonneau est conservé au centre d'archives de Montréal de Bibliothèque et Archives nationales du Québec.
Il meurt le 30 novembre 2014 à Montréal, à l'âge de 87 ans. Ses obsèques se tiennent à la Basilique Notre-Dame de Montréal.

## Filmographie et série télévisée
- 1956 : La Boîte à Surprise — Picolo
- 1959 : Rouletaboule (série TV) — Rouletaboule
- 1966 : Dimensions
- 1966 : YUL 871 (un film de Jacques Godbout)
- 1967 : Waiting for Caroline — Louis
- 1968 : Picolo (série TV) — Picolo
- 1968 : C'est pas la faute à Jacques Cartier (un film de Clément Perron et Georges Dufaux)
- 1970 : Deux femmes en or — Monsieur Plâtre
- 1974 : La Pomme, la Queue et les Pépins — Le professeur Franz Bélier
- 1977 : Popol — Popol
- 1986 : Sonia
- 1986 : La Guêpe (un film de Gilles Carle)
- 1988 : The Moderns — Alexandre
- 1997 : J'en suis ! — Metteur en scène
- 1997 : La Conciergerie — Rosaire Courvoisier
- 2000 : Le P'tit Varius — Le pâtissier
- 2005 : Les États-Unis d'Albert (un film d'André Forcier)
- 2008 : Tout sur moi — Lui-même
- 2014 : Lumière sur... (documentaire)

## Théâtre
- 1984 : Napoléon, spectacle musical de Serge Lama, Théâtre Marigny, tournée mondiale

## Discographie
- 196? Picolo (London, MB 20)
- 1973 Hey! Picolo (Fantel, FA 39405)
- 1975 Picolo / Chiboukis (Compilation, Fantel, FA 3941)
- 1996 Picolo Écolo! (Coffragants, COF-11, cassette audio). Texte et narration de Paul Buissonneau, Avec les voix des comédiens Christine Olivier, Pascale Montpetit et Benoit Brière.
- 2001 Bécassine: l'oiseau invisible (Éditions Alexandre Stanké inc., COF-130-LCD). Livre avec CD, texte : Francine Ouellette, narration : Paul Buissonneau, musique Alexandre Stanké.  Également disponible sous forme de coffret contenant une cassette audio et un livre.  Le livre est également disponible seul.
- 2002 Picolo Tome 1 (Coffragants, COF-011-CD)
- 2003 Buissonneau: Les comptes de ma mémoire (Coffragants, COF-173).  Texte : Paul Buissonneau.
- 2005 L'histoire d'un petit parapluie (Coffragants, COF-247). Texte : Paul Buissonneau.

## Récompenses et nominations

### Récompenses
- 1965 : Emmy Award, pour la mise en scène  du Barbier de Séville (pour la télévision)
- 1976 : Prix Victor-Morin
- 1998 : Prix du Gouverneur général pour les arts du spectacle[9]
- 2001 : Prix Denise-Pelletier[10]
- 2009 : Officier de l'ordre du Canada[11]
- 2009 : Prix Gascon-Thomas, de l'École nationale de théâtre du Canada
- 2014 : Citoyen d'honneur de la ville de Montréal